# Nicola Pagliara
(Paolo Portoghesi, “I grandi Architetti del ‘900”)
Nicola Pagliara (Roma, 8 settembre 1933 – Napoli, 9 maggio 2017) è stato un architetto italiano.

## Biografia
Dopo aver trascorso la sua adolescenza a Trieste, nel 1947 si trasferisce a Napoli. Nel 1958 consegue la laurea in Architettura con una tesi sul liberty napoletano dell'inizio ‘900. Dopo gli studi intraprende la carriera universitaria conseguendo, nel 1969, la libera docenza. Nel 1977 ottiene la cattedra di Professore Ordinario di Progettazione Architettonica. 
Nel 1979 è insignito dal Presidente della Repubblica Sandro Pertini del premio per l'Architettura dell'Accademia nazionale di San Luca di cui è accademico ordinario.
Nel 1997 in occasione delle elezioni amministrative, fu inizialmente indicato tra i candidati alla carica di sindaco per il Comune di Napoli.
Nel corso della sua lunga carriera ha pubblicato numerosi saggi sull'architettura e diversi album di progetti. Ultimo in ordine di tempo è il suo "Dieci lezioni di architettura" edito da Clean (2007). 
Autore di numerose opere, tra cui le famose Torri del Banco di Napoli al Centro Direzionale di Napoli, le architetture di Nicola Pagliara sono state ospitate e recensite dalle più importanti riviste nazionali ed internazionali.
Tra le sue opere troviamo la Chiesa dell'Annunziata a Colobraro (Mt) del 1967-1979, l'Impianto di sollevamento delle acque AMAN allo Scudillo di Capodimonte a Napoli (1978-83) e il Grand Hotel di Salerno (2007), un'opera architettonica imponente, con una caratteristica forma a prua di nave che si estende sul Golfo di Salerno e la Biblioteca del polo scientifico e tecnologico dell'Università degli Studi di Salerno (2013).
Muore a Napoli, il 9 maggio 2017 a 83 anni all'ospedale Fatebenefratelli, dove era ricoverato in seguito a una caduta in casa avvenuta una settimana prima.